# Miřetice (okres Chrudim)
Miřetice (německy Miřetitz, od roku 1939 Mirschetitz) jsou obec v okrese Chrudim v Pardubickém kraji. Žije zde přibližně 1 300 obyvatel.

## Historie a současnost
První písemná zmínka o obci pochází z roku 1325.
Obec několik set let náležela k panství Přestavlky. Roku 1829 přešla k panství Auerspergů. Od roku 1848 vznikla samostatná obec Miřetice, ke které patřily osady Čekov a Dachov. V roce 1981 došlo ke spojení obcí Švihov a Miřetice. Toto uspořádání trvá dodnes. Roku 1837 je zde zmiňována pila a mlýn. Již tehdy se zde těžila žula a existovalo pět chovných rybníků. Těžba žuly, s ní související kamenictví, rybníkářství a zemědělství, byly tradiční zdroje obživy miřetických obyvatel. Název obce se odvozuje od zemana Miřaty, jenž měl dle legendy tvrz v blízkých lesích.
Ještě v 19. století šlo o nevelkou vesnici (k roku 1830 měla 26 domů a 167 obyvatel). Po druhé světové válce byly Miřetice v souvislosti s těsnou blízkostí památníku Ležáky modernizovány. Velký stavební rozmach nastal v 60. letech 20. století. Obec nemá významnější historické stavební jádro, jen při křižovatce silnic od Dubové (č. 337) a od Žumberka (č. 33775) připomíná původní náves čtveřice chalup postavených do oblouku (čp. 1, 2, 20 a 3).
Původní velký Miřetický rybník zabíral prostor vedle této staré návsi. Po válce však byl vysušen a na jeho místě vzniklo mj. fotbalové hřiště a řada stavebních parcel. Na místě jeho horního břehu je dnes autobusová zastávka. Přiléhá v němu i hostinec U Mrázků, další z mála dochovaných historických budov.

## Doprava
Dopravní obslužnost je pouze pomocí autobusové dopravy. Jezdí zde autobusy na linkách:
- č. 620702 Hlinsko - Miřetice - Chrudim
- č. 620730 Nasavrky - Ctětín - Miřetice - Podlíšťany - Chrudim
- č. 620732 Nasavrky - Ctětín - Miřetice
- č. 620781 Chrast - Miřetice - Bítovany[4]

## Vybavenost a podnikání
Největším podnikem v obci je Eltop Praha s.r.o. (asi 100 zaměstnanců). V obci se nachází mateřská škola, základní škola (1. stupeň), dvě prodejny potravin, několik dalších drobných prodejen a dětské hřiště, které bylo zrekonstruované a znovuotevřené 18. 8. 2012. V provozu je hostinec a restaurace s penzionem. Do začátku 90. let bylo v obci též kino. Dále je zde pošta a ordinace praktického a zubního lékaře.
Fotbalový klub Tatran Miřetice byl založen 15. května 1941, tvoří ho čtyři mužstva (muži A, muži B, dorost a přípravka). Největším úspěchem byl postup A týmu do 1.B třídy v roce 2012. Každý rok se zde odehrává Memoriál J. Zíty a J. Slavíka. V obci je činná odbočka Českého střeleckého svazu, též pobočný spolek Sbor dobrovolných hasičů, který vznikl 14. srpna 1901 a poprvé zasáhl u požáru v noci z 21. na 22. května 1902. Pod obec spadá též i SDH Bošov, okrsek Miřetice. Český rybářský svaz pořádá od roku 2013 každoročně na jaře na rybníce Malá voda v Ležákách rybářské závody – Memoriál Zdeňka Štěpánka. Klub sportovních potápěčů Miřetice-Ležáky má základnu na nedalekém lomu Dubová a patří mezi nejstarší v České republice.[zdroj⁠?!]

## Okolí obce
- Památník Ležáky – 2 km JV; pietní park připomínající válečnou tragédii.
- Ležácká rokle – potok Ležák mezi Ležáky a Miřeticemi v délce zhruba 1,5 km protéká skalnatou peřejnatou roklí s přírodě blízkým smíšeným lesem.
- Na Perku – 2 km severně, samota se slunečními hodinami v jižním štítě.
- Kovárenský rybník – rybník s přilehlou slatinnou loukou je chráněn jako přírodní památka. Předmětem ochrany jsou vzácné mokřadní rostliny.
- Na území obce leží několik zatopených žulových lomů (především u osad Švihov a Dubová), jež jsou využívány k rekreaci. U osady Havlovice leží tři rozsáhlé chovné rybníky Petráň, Hořička a Žďár. Na jih od obce se prostírají rozsáhlé lesy. Část území spadá do CHKO Železné hory.

## Části obce
- Miřetice (s částmi Majlant, Holčí, Račany)
- Bošov
- Čekov
- Dachov
- Dubová
- Havlovice
- Krupín
- Švihov